# Andrés Sancho
Andrés Sancho Barrantes (ur. 4 lipca 1961) – kostarykański judoka. Olimpijczyk z Los Angeles 1984, gdzie zajął 33. miejsce w wadze półlekkiej.

## Letnie Igrzyska Olimpijskie 1984
| Konkurencja | Eliminacje            | Klas. końcowa |
| Konkurencja | I runda               | Miejsce       |
| ----------- | --------------------- | ------------- |
| 65 kg       | Sandro Rosati (ITA) P | 33.           |